# Scott McTominay
Scott Francis McTominay (sinh ngày 8 tháng 12 năm 1996) là một cầu thủ bóng đá chuyên nghiệp hiện đang thi đấu ở vị trí tiền vệ cho câu lạc bộ Serie A Napoli và đội tuyển bóng đá quốc gia Scotland.
McTominay trưởng thành từ học viện của Manchester United và có trận đấu ra mắt đội một vào tháng 5 năm 2017. Năm 2024, anh chuyển sang đầu quân cho Napoli và giành danh hiệu Serie A cùng với các đồng đội, đồng thời ẵm giải Cầu thủ xuất sắc nhất của mùa giải.
Sinh ra tại Anh, anh đủ điều kiện chơi cho đội tuyển Scotland thông qua người cha là người Scotland của mình. Anh đã có trận ra mắt quốc tế vào tháng 3 năm 2018 và đại diện cho Scotland tại UEFA Euro 2020 và UEFA Euro 2024.

## Sự nghiệp câu lạc bộ

### Manchester United

#### Đội trẻ
McTominay tham gia vào học viện Manchester United từ lúc 5 tuổi sau khi tham gia đợt tuyển chọn cầu thủ trẻ của câu lạc bộ ở trung tâm phát triển tại Preston. Anh chơi ở vị trí hộ công những năm đầu của tuổi trẻ nhưng sau đó McTominay chuyển sang vị trí tiền vệ trung tâm dưới thời huấn luyện viên Warren Joyce. Anh đã ký hợp đồng chuyên nghiệp trong tháng 7 năm 2013.
Anh có 7 lần ra sân cho đội U-18 United từ giữa năm 2013 đến 2015 nhưng phải gặp hạn chế về chiều cao của mình. McTominay phải vật lộn với chấn thương trong mùa giải 2014–15, bù lại anh được phát triển về chiều cao thêm 14 inch trong hai năm.
McTominay một lần nữa khẳng định bản thân trong mùa giải 2015–16, đây cũng là mùa giải lần thứ 11 anh góp mặt dưới nhiều cấp độ như U-19 và U-21, nhưng chỉ chơi một vị trí trong đội bóng với 3 bàn thắng sau 21 trận đấu trước khi được chơi cho đội 1.

#### Mùa giải 2016–17
McTominay được huấn luyện viên José Mourinho đưa từ đội trẻ lên đội hình chính và có mặt trong danh sách thi đấu (nhưng chỉ ngồi dự bị) trong trận đấu với Swansea City ngày 30 tháng 4 năm 2017. Anh có trận thi đấu đầu tiên trong trận đấu gặp Arsenal ngày 7 tháng 5 năm 2017 (vào thay người), và có mặt trong đội hình xuất phát trong trận đấu cuối cùng của mùa giải ngày 21 tháng 5 năm 2017 (United thắng Crystal Palace 2-0).

#### Mùa giải 2017–18

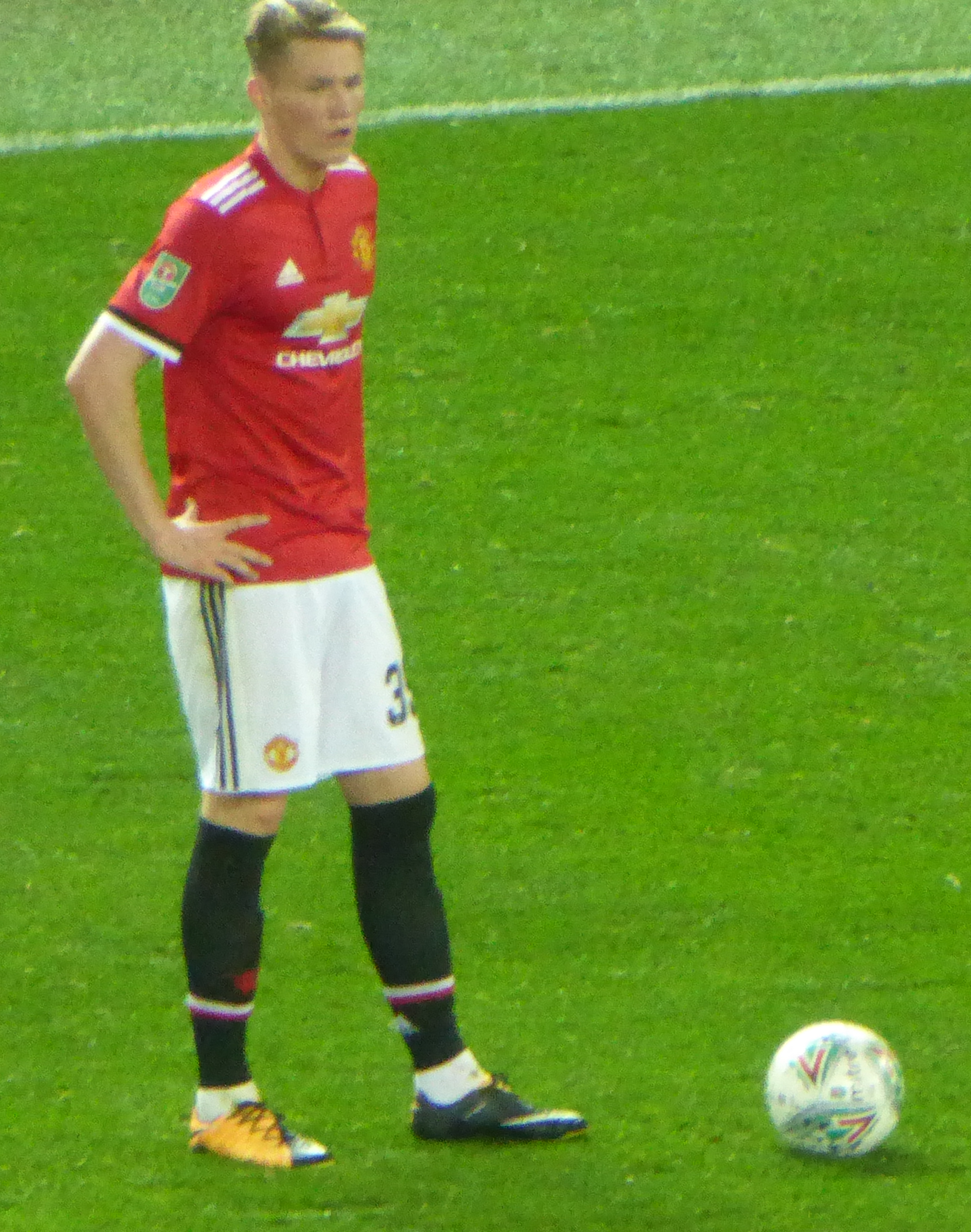
McTominay năm 2017.

McTominay chính thức có mặt trong đội hình chính của Manchester United bắt đầu từ các trận đấu du đấu hè 2017. Anh có trận đấu đầu tiên của mùa giải khi vào sân thay Marcus Rashford ở phút 64 trong trận thắng Burton Albion 4 - 1ở vòng 3 EFL Cup ngày 20 tháng 9 năm 2017. Trận đấu đầu tiên của McTominay ở Châu Âu là trận đấu trước Benfica ngày 18 tháng 10 năm 2017 tại UEFA Champions League 2017–18, McTominay vào sân thay Henrikh Mkhitaryan ở những phút cuối của trận đấu - trận mà United thắng 1-0 trên sân khách.
Hai ngày sau đó, McTominay ký hợp đồng mới với câu lạc bộ có thời hạn tới năm 2021. Ngày 24 tháng 10 năm 2017, McTominay lần đầu tiên có mặt trong đội hình xuất phát của United trong trận thắng Swansea City A.F.C. 2-0 trên sân khách thuộc vòng 4 EFL Cup. Kết thúc mùa giải, McTominay được José Mourinho trao giải thưởng cầu thủ triển vọng nhất của năm (Manager's Player of the Year) - giải thưởng của huấn luyện viên United trao cho các cầu thủ trẻ triển vọng.

#### Mùa giải 2018–19
Ngày 21 tháng 1 năm 2019, McTominay ký hợp đồng mới với câu lạc bộ có thời hạn tới năm 2023. Trong thời gian huấn luyện viên Ole Gunnar Solskjær bắt đầu dẫn dắt đội bóng, McTominay đã thi đấu thường xuyên hơn ở đội hình chính khi tiền vệ Nemanja Matić bị chấn thương. Trong trận lượt về vòng 16 đội UEFA Champions League 2018–19, McTominay đã thi đấu xuất sắc cùng với Fred ở khu trung tuyến giúp United đánh bại Paris Saint-Germain F.C. 3-1 để lọt vào vòng tứ kết. Manchester United bị loại khỏi tứ kết UEFA Champions League 2018–19 bởi Barcelona, nhưng McTominay là cầu thủ thi đấu nổi bật nhất của United với lối chơi năng nổ, nhiệt huyết ở tuyến giữa, và nhận được nhiều khen ngợi từ các bình luận viên, trong đó có cựu huấn luyện viên José Mourinho - người đã ca ngợi anh là một "con chó điên" ở tuyến giữa của Manchester United.
Anh ghi bàn thắng đầu tiên cho United trong trận đấu mà United thất bại 1-2 trước Wolverhampton Wanderers ngày 2 tháng 4 năm 2019: trận đấu mà McTominay mở tỉ số ở phút thứ 13 từ một cú sút xa ngoài vòng cấm, nhưng United đã thua ngược sau khi Ashley Young bị đuổi khỏi sân ở đầu hiệp 2.

#### Mùa giải 2019–20
McTominay đã ghi bàn thắng đầu tiên tại sân Old Trafford trong trận hoà 1–1 với Arsenal vào ngày 30 tháng 9 năm 2019. Ngày 27 tháng 10, McTominay ghi bàn thắng thứ 2000 của United tại Premier League trong trận thắng 3-1 trước Norwich City tại Carrow Road. Ngày 10 tháng 11, sau khi ban tổ chức giải Ngoại hạng Anh đã quyết định công nhận bàn thắng thứ hai của United trong trận thắng Brighton 3-1 cho McTominay, thay vì được tính là một pha phản lưới nhà của Davy Propper.
McTominay bị chấn thương dây chằng đầu gối vào ngày 26 tháng 12, khiến anh phải ngồi ngoài trong hai tháng. Ngày 27 tháng 2, McTominay ghi bàn thắng đầu tiên tại đấu trường châu Âu trong trận đấu vòng 1/32 UEFA Europa League của United với Club Brugge. Vào ngày 8 tháng 3, anh ghi bàn thắng thứ hai của United trong chiến thắng 2-0 trên sân nhà trước Manchester City, sút vào lưới trống từ khoảng cách 40 mét sau một sai lầm của thủ môn Ederson, để giúp United có lần đầu tiên giành chiến thắng trước gã hàng xóm ở cả lượt đi và về trong khuôn khổ Premier League kể từ khi Sir Alex Ferguson làm được điều này vào mùa giải 2009–10.
Ngày 23 tháng 6 năm 2020, Scott McTominay đã ký hợp đồng mới với đội chủ sân Old Trafford cho đến tháng 6 năm 2025.

#### Mùa giải 2020–21
Ngày 20 tháng 12 năm 2020, Scott McTominay trở thành cầu thủ lập cú đúp nhanh nhất lịch sử giải Ngoại hạng Anh khi anh ghi 2 bàn thắng trong 3 phút đầu tiên trong trận đại thắng Leeds United với tỷ số 6–2. Ngày 9 tháng 1 năm 2021, McTominay lần đầu tiên được trao băng đội trưởng United và ghi bàn thắng duy nhất giúp United thắng tối thiểu Watford 1-0 trong trận đấu thuộc vòng 3 Cúp FA.
Vào ngày 2 tháng 2 năm 2021, McTominay ghi một bàn thắng trong chiến thắng kỷ lục 9–0 trên sân nhà của Manchester United trước Southampton. Bốn ngày sau, anh tiếp tục điều này bằng cách ghi bàn trong trận hòa 3–3 trước Everton, biến đây là mùa giải ghi nhiều bàn nhất của anh cho đến nay với sáu bàn.

#### Mùa giải 2021–22
Vào ngày 30 tháng 12 năm 2021, McTominay ghi bàn thắng đầu tiên trong mùa giải khi mở tỷ số trong chiến thắng 3-1 trước Burnley.
Vào ngày 10 tháng 1 năm 2022, McTominay ghi bàn thắng vào lưới Aston Villa để giúp Manchester United tiến vào vòng 4 FA Cup 2021–22.

#### Mùa giải 2022–23
Cơ hội ra sân trong mùa giải của McTominay ít hơn khi Casemiro gia nhập đội bóng, đóng vai trò chính ở vị trí tiền vệ phòng ngự. Anh có 39 lần ra sân, đóng góp 3 bàn thắng cho United và giành danh hiệu đầu tiên (EFL Cup) cùng với United ở cuối mùa.

#### Mùa giải 2023–24
Ngày 7 tháng 10 năm 2023, McTominay vào sân từ ghế dự bị ở phút thứ 87 và ghi  hai bàn thắng ở phút bù giờ, giúp United lội ngược dòng thắng 2-1 trên sân Old Trafford trước Brentford F.C. ở trận đấu thuộc vòng 8 Ngoại hạng Anh. Anh có bàn thắng đầu tiên tại UEFA Champions League trong trận gặp Galatasaray vào ngày 29 tháng 11, ghi bàn cho United nâng lên tỷ số 3-1, nhưng kết quả với trận hòa chung cuộc 3-3. Sau đó, anh lập cú đúp ở Premier League, giúp Manchester United đánh bại Chelsea 2-1 vào ngày 6 tháng 12.
Ngày 17 tháng 12, McTominay lần đầu tiên được treo băng đội trưởng Manchester United thay cho Bruno Fernandes người đang bị treo giò trong một trận đấu ở Premier League, gặp Liverpool trên sân Anfield với kết quả tỷ số hòa 0-0.
Ngày 11 tháng 2 năm 2024, McTominay ghi bàn thắng quyết định trong chiến thắng 2-1 trên sân khách trước Aston Villa.

### Napoli
Vào ngày 30 tháng 8 năm 2024, McTominay kết thúc quãng thời gian bảy năm gắn bó với Manchester United và gia nhập câu lạc bộ Ý Napoli. Thương vụ này được cho là trị giá 25,7 triệu bảng.

## Sự nghiệp quốc tế
McTominay được sinh ra ở Anh trong gia đình có cha là người Scotland. Vì vậy anh đủ điều kiện chơi cho cả Đội tuyển Anh hay Đội tuyển Scotland. Anh tuyên bố sẽ thi đấu cho đội tuyển Scotland chứ không phải là đất nước nơi anh sinh ra. Anh đã tham dự các trại huấn luyện với các thiếu niên Scotland nhưng chưa được chơi cho Scotland ở cấp độ nào cả.
Phát biểu vào tháng 2 năm 2018, José Mourinho gợi ý rằng HLV mới của Scotland Alex McLeish nên chọn McTominay "vì có vẻ như nước Anh đang mong chờ cậu ta". McTominay cam kết tương lai của mình với đội tuyển quốc gia Scotland và được triệu tập vào đội hình của họ chuẩn bị cho hai trận giao hữu vào tháng 3.

### Ra mắt
Ngày 23 tháng 3 năm 2018, anh được triệu tập vào đội tuyển quốc gia và được ra sân lần đầu trong trận giao hữu thua Costa Rica. McTominay có trận đấu đầu tiên cho Scotland tại một giải đấu vào tháng 9 năm 2018, khi vào sân ở phút thứ 79 cho Callum McGregor trong chiến thắng 2-0 trước Albania.
Vào tháng 11 năm 2019, anh là một trong ba cầu thủ Scotland phải rút khỏi đội tuyển quốc gia vì chấn thương.

### Euro 2020
Đối với các trận đấu quốc tế diễn ra vào tháng 9 năm 2020, McTominay được sử dụng như một trung vệ trong hàng thủ ba người.  The Times nhận xét rằng McTominay có thể chất cần thiết cho vị trí này, nhưng đã phải vật lộn để thích nghi với vai diễn.  Anh ấy tiếp tục với vai trò này trong các giải đấu quốc tế vào tháng 10 năm 2020, và Daily Record cho biết rằng có những dấu hiệu cho thấy lối chơi của anh ấy đã được cải thiện.  Anh ấy đã chuyển đổi cả hai quả phạt đền của mình trong các loạt luân lưu với Israel và trong trận playoff cuối cùng với Serbia , giúp Scotland đủ điều kiện tham dự giải đấu đầu tiên sau 23 năm.
McTominay được Steve Clarke điền tên vào danh sách đội tuyển Scotland tham dự vòng chung kết Euro 2020. Anh đá chính cả ba trận bảng D với CH Séc, Anh và Croatia, tuy nhiên Scotland không vượt qua được vòng bảng.

### Vòng loại World Cup 2022
Anh ấy ghi bàn thắng quốc tế đầu tiên của mình vào ngày 9 tháng 10 năm 2021, người chiến thắng ở phút bù giờ trước Israel ở vòng loại World Cup 2022.

## Thống kê sự nghiệp

### Câu lạc bộ
Tính đến ngày 24 tháng 5 năm 2025
| Câu lạc bộ          | Mùa giải            | Giải đấu            | Giải đấu | Giải đấu | Cúp quốc gia | Cúp quốc gia | Cúp liên đoàn | Cúp liên đoàn | Châu Âu | Châu Âu | Khác | Khác | Tổng cộng | Tổng cộng |
| Câu lạc bộ          | Mùa giải            | Hạng đấu            | Trận     | Bàn      | Trận         | Bàn          | Trận          | Bàn           | Trận    | Bàn     | Trận | Bàn  | Trận      | Bàn       |
| ------------------- | ------------------- | ------------------- | -------- | -------- | ------------ | ------------ | ------------- | ------------- | ------- | ------- | ---- | ---- | --------- | --------- |
| Manchester United   | 2016–17             | Premier League      | 2        | 0        | 0            | 0            | 0             | 0             | 0       | 0       | 0    | 0    | 2         | 0         |
| Manchester United   | 2017–18             | Premier League      | 13       | 0        | 3            | 0            | 3             | 0             | 4       | 0       | 0    | 0    | 23        | 0         |
| Manchester United   | 2018–19             | Premier League      | 16       | 2        | 3            | 0            | 0             | 0             | 3       | 0       | —    | —    | 22        | 2         |
| Manchester United   | 2019–20             | Premier League      | 27       | 4        | 2            | 0            | 1             | 0             | 7       | 1       | —    | —    | 37        | 5         |
| Manchester United   | 2020–21             | Premier League      | 32       | 4        | 4            | 2            | 2             | 1             | 11      | 0       | —    | —    | 49        | 7         |
| Manchester United   | 2021–22             | Premier League      | 30       | 1        | 2            | 1            | 0             | 0             | 5       | 0       | —    | —    | 37        | 2         |
| Manchester United   | 2022–23             | Premier League      | 24       | 1        | 4            | 0            | 4             | 1             | 7       | 1       | —    | —    | 39        | 3         |
| Manchester United   | 2023–24             | Premier League      | 32       | 7        | 6            | 2            | 0             | 0             | 5       | 1       | —    | —    | 43        | 10        |
| Manchester United   | 2024–25             | Premier League      | 2        | 0        | —            | —            | —             | —             | —       | —       | 1    | 0    | 3         | 0         |
| Manchester United   | Tổng cộng           | Tổng cộng           | 178      | 19       | 24           | 5            | 10            | 2             | 42      | 3       | 1    | 0    | 255       | 29        |
| Napoli              | 2024–25             | Serie A             | 34       | 12       | 2            | 1            | —             | —             | —       | —       | —    | —    | 36        | 13        |
| Napoli              | 2025–26             | Serie A             | 0        | 0        | 0            | 0            | —             | —             | 0       | 0       | 0    | 0    | 0         | 0         |
| Napoli              | Tổng cộng           | Tổng cộng           | 34       | 12       | 2            | 1            | —             | —             | 0       | 0       | 0    | 0    | 36        | 13        |
| Tổng cộng sự nghiệp | Tổng cộng sự nghiệp | Tổng cộng sự nghiệp | 212      | 31       | 26           | 6            | 10            | 2             | 42      | 3       | 1    | 0    | 291       | 42        |

1. ↑  Bao gồm FA Cup, Coppa Italia
2. ↑  Bao gồm EFL Cup
3. 1 2 3 4  Số lần ra sân tại UEFA Champions League
4. 1 2  Số lần ra sân tại UEFA Europa League
5. ↑  Năm lần ra sân tại UEFA Champions League, sáu lần ra sân tại UEFA Europa League
6. ↑  Ra sân tại FA Community Shield

### Quốc tế
Tính đến ngày 6 tháng 6 năm 2025
| Đội tuyển quốc gia | Năm       | Trận | Bàn |
| ------------------ | --------- | ---- | --- |
| Scotland           | 2018      | 5    | 0   |
| Scotland           | 2019      | 7    | 0   |
| Scotland           | 2020      | 7    | 0   |
| Scotland           | 2021      | 9    | 1   |
| Scotland           | 2022      | 9    | 0   |
| Scotland           | 2023      | 10   | 7   |
| Scotland           | 2024      | 11   | 3   |
| Scotland           | 2025      | 3    | 1   |
| Tổng cộng          | Tổng cộng | 61   | 12  |

Bàn thắng và kết quả của Scotland được để trước.
| #  | Ngày                 | Địa điểm                                       | Đối thủ     | Bàn thắng | Kết quả | Giải đấu                      |
| -- | -------------------- | ---------------------------------------------- | ----------- | --------- | ------- | ----------------------------- |
| 1  | 9 tháng 10 năm 2021  | Hampden Park, Glasgow, Scotland                | Israel      | 3–2       | 3–2     | Vòng loại FIFA World Cup 2022 |
| 2  | 25 tháng 3 năm 2023  | Hampden Park, Glasgow, Scotland                | Síp         | 2–0       | 3–0     | Vòng loại UEFA Euro 2024      |
| 3  | 25 tháng 3 năm 2023  | Hampden Park, Glasgow, Scotland                | Síp         | 3–0       | 3–0     | Vòng loại UEFA Euro 2024      |
| 4  | 28 tháng 3 năm 2023  | Hampden Park, Glasgow, Scotland                | Tây Ban Nha | 1–0       | 2–0     | Vòng loại UEFA Euro 2024      |
| 5  | 28 tháng 3 năm 2023  | Hampden Park, Glasgow, Scotland                | Tây Ban Nha | 2–0       | 2–0     | Vòng loại UEFA Euro 2024      |
| 6  | 20 tháng 6 năm 2023  | Hampden Park, Glasgow, Scotland                | Gruzia      | 2–0       | 2–0     | Vòng loại UEFA Euro 2024      |
| 7  | 8 tháng 9 năm 2023   | AEK Arena – Georgios Karapatakis, Larnaca, Síp | Síp         | 1–0       | 3–0     | Vòng loại UEFA Euro 2024      |
| 8  | 16 tháng 11 năm 2023 | Dinamo Arena, Tbilisi, Gruzia                  | Gruzia      | 1–1       | 2–2     | Vòng loại UEFA Euro 2024      |
| 9  | 19 tháng 6 năm 2024  | RheinEnergieStadion, Cologne, Đức              | Thụy Sĩ     | 1–0       | 1–1     | UEFA Euro 2024                |
| 10 | 5 tháng 9 năm 2024   | Hampden Park, Glasgow, Scotland                | Ba Lan      | 2–2       | 2–3     | UEFA Nations League 2024–25   |
| 11 | 8 tháng 9 năm 2024   | Sân vận động Ánh sáng, Lisbon, Bồ Đào Nha      | Bồ Đào Nha  | 1–0       | 1–2     | UEFA Nations League 2024–25   |
| 12 | 20 tháng 3 năm 2025  | Sân vận động Karaiskakis, Piraeus, Hy Lạp      | Hy Lạp      | 1–0       | 1–0     | UEFA Nations League 2024–25   |

## Danh hiệu
Manchester United
- FA Cup: 2023–24;[53] á quân: 2017–18,[54] 2022–23[55]
- EFL Cup: 2022–23[56]
- UEFA Europa League á quân: 2020–21[57]

Napoli
- Serie A: 2024–25[58]